# Elecciones regionales de Friuli-Venecia Julia de 2018
Las elecciones regionales de Friuli-Venecia Julia de 2018 tuvieron lugar el 29 de abril de 2018 para elegir al Presidente y al Consejo Regional de la región autónoma italiana de Friuli-Venecia Julia.
La elección contó con una amplia victoria del candidato del centroderecha Massimiliano Fedriga, con más del 57% de los votos y una gran actuación de la Liga, seguido del vicepresidente del consejo saliente y candidato del centroizquierda Sergio Bolzonello, que llegó segundo con casi el 27% de los votos, y el del Movimiento 5 Estrellas, que obtuvo menos del 12% de los votos. La presidenta saliente de Friuli-Venecia Julia, Debora Serracchiani, había anunciado su voluntad de no volver a postularse.
Entre las listas, el partido más votado fue la Liga, partido del candidato ganador, con el 34,91% de los votos, seguido del Partido Democrático, con el 18,11%, y Forza Italia, que obtiene el 12,06%. Entre los grupos de listas, la centroderecha recogió el 62,73% de los votos, por delante de la centroizquierda (26,11%).
Para la elección del Presidente y del Consejo Regional, tenían derecho a voto 1.107.415, divididos en 1.369 secciones electorales. Acudieron a votar 549.390 electores, equivalente al 49,61%.
Simultáneamente a las elecciones para la renovación del Consejo Regional, también se realizaron las para la elección de los concejos municipales y alcaldes de 19 municipios. También se realizaron referéndums consultivos sobre cambios en algunos distritos municipales.
Tras el paso de Sappada del Véneto a Friuli-Venecia Julia, que tuvo lugar el 1 de enero de 2018, por primera vez los ciudadanos de este municipio están llamados a participar a la elección del Consejo Regional y del Presidente de Friuli-Venecia Julia.

## Ley electoral

### El intento de cambiar la ley electoral
Durante 2017 se discutió en el Consejo Regional una propuesta de reforma a la ley electoral regional. Los principales cambios consisten en la introducción de un tope en el número de mandatos de cada consejero, de la doble preferencia de género, así como la posibilidad, dada a los alcaldes, de presentarse como candidatos en las elecciones regionales, sin tener que renunciar al cargo en avance. Ante la falta de acuerdo de la mayoría y la falta de apoyo de la oposición, las propuestas fueron canceladas.

### Sistema electoral

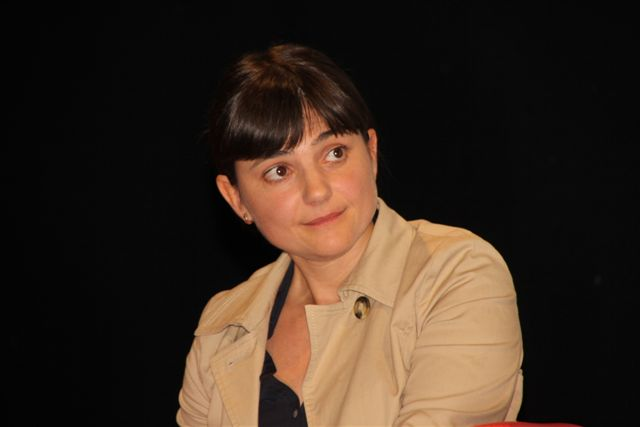
La Presidenta de la Región saliente, Debora Serracchiani, ha decidido no volver a postularse para el cargo.

#### Consejeros a elegir
El estatuto especial, modificado por la Ley Constitucional del 7 de febrero de 2013, n. 1 (Modificación del artículo 13 del Estatuto especial de la región de Friuli-Venecia Julia, contemplado en la ley constitucional del 31 de enero de 1963, n.1), establece que el número de consejeros regionales se "determina sobre la base de uno por cada 25.000 habitantes o fracciones de más de 10.000, según los datos obtenidos de la última encuesta oficial del Istat". El Istituto Nazionale di Statistica, el 17 de enero de 2018, confirmó que el último dato oficial disponible es del año 2016 (referido al 31 de diciembre) y equivale a 1.220.510 habitantes, incluido el municipio de Sappada que, como se sabe, participará, por primera vez, en elecciones regionales. El nuevo Consejo Regional estará compuesto, como el elegido en 2013, por 49 consejeros, de los cuales 47 son elegidos en los cinco distritos electorales en que se divide el territorio regional, a los que se suman el candidato electo presidente de la Región y el candidato a presidente que haya obtenido un número inmediatamente inferior de votos válidos.

#### Prima de gobernabilidad
Las principales disposiciones legislativas aplicables a las elecciones del Presidente de la Región y del Consejo Regional están contenidas en las leyes regionales del 18 de junio de 2007, n. 17 (Determinación de la forma de gobierno de la Región Friuli-Venecia Julia y del sistema electoral regional, de conformidad con el artículo 12 del Estatuto de autonomía) y 18 de diciembre de 2007, n. 28 (Disciplina del procedimiento para la elección del Presidente de la Región y del Consejo Regional). La disciplina en los casos de incumplimiento de los cargos de Presidente de la Región y Consejero Regional está contenida en el Decreto Legislativo n. 235, de 31 de diciembre de 2012 (Texto referido de las disposiciones en materia de incumplimiento y prohibición de ejercer cargos electivos y gubernamentales resultantes de sentencias firmes por delitos no culposos, de conformidad con el artículo 1, inciso 63, de la ley de 6 de noviembre de 2012, n.º 190.).
Según la ley electoral, es elegido Presidente el candidato que haya obtenido el mayor número de votos válidos. En cuanto a la asignación de escaños a las listas individuales, se admiten a reparto si se encuentran en las tres condiciones siguientes:
- haber obtenido al menos el 4% de los votos a nivel regional;
- haber obtenido al menos el 1,5% a nivel regional y formar parte de una coalición que haya obtenido al menos el 15%;
- haber obtenido en una circunscripción al menos el 20% de los votos.

La Oficina Central Regional debe comprobar si la distribución proporcional de escaños cumple las dos condiciones siguientes:
- el grupo de listas o la coalición de grupos de listas vinculadas al candidato electo Presidente ha obtenido un número de escaños que, considerando también el escaño ya asignado al candidato electo Presidente, corresponde al 60% de los escaños del Consejo, en el caso de que el presidente haya sido elegido con más del 45% de los votos o por lo menos con el 55% de los escaños, si el presidente ha sido elegido con un porcentaje de votos igual o inferior al 45%;
- el grupo o grupos de listas no vinculados al candidato electo Presidente han obtenido un número total de escaños que, considerando también el escaño ya asignado al primer candidato a Presidente no electo, corresponde al 40% de los escaños del Consejo.

En el caso de que el grupo de listas o la coalición de grupos de listas vinculadas candidato electo Presidente haya obtenido un número de escaños inferior al 60% o al 55%, se activa la "prima mayoritaria" lo que implica una asignación de escaños a los grupos de listas mayor que el porcentaje de escaños prescrito y la asignación de los escaños restantes a los demás grupos de listas.
En caso de que de la verificación se desprenda que el grupo o grupos de listas no afines al candidato electo Presidente hayan obtenido un número de escaños inferior al 40%, se activa la "garantía de las minorías", que conlleva la atribución a los grupos de listas de minoría del 40% de los escaños y la asignación de los escaños restantes a los demás grupos de listas.

#### Escaño para la minoría eslovena
En caso de que un grupo de listas representativas de la minoría eslovena no haya obtenido al menos un escaño como resultado de las operaciones de asignación de escaños, las operaciones deberán repetirse, siempre que el grupo de listas:
- haya declarado, con motivo de la presentación de las candidaturas, la vinculación con otro grupo de listas de la misma coalición;
- haya obtenido una cifra electoral regional no inferior al 1% de los votos válidos.

Al repetir las operaciones de asignación de escaños, la Oficina Central Regional suma los números electorales del grupo de listas que expresan la minoría eslovena y del grupo de listas con la misma vinculada, considerando los dos grupos como un solo grupo. Uno de los escaños así obtenidos por el conjunto constituido por los dos grupos se atribuye al grupo representativo de la minoría eslovena.

#### Distribución de escaños
Los distritos electorales en los que se divide el distrito regional son Udine, Trieste, Pordenone, Gorizia y Tolmezzo.
El municipio de Sappada, que participa por primera vez en las elecciones regionales, se agrega al distrito de Tolmezzo. Esto no cambia el número de escaños asignados a los distritos electorales.
| Circunscripción | Habitantes | Escaños |
| --------------- | ---------- | ------- |
| Trieste         | 232.601    | 9       |
| Gorizia         | 140.143    | 5       |
| Udine           | 456.186    | 18      |
| Tolmezzo        | 80.550     | 3       |
| Pordenone       | 310.811    | 12      |
| Total           | 1.220.291  | 47      |

A estos hay que sumar dos escaños: uno atribuido al candidato que resulte electo como Presidente de la Región, y otro al segundo por el número de votos.

### Modalidad de voto
La ley prevé tres posibles formas de expresar el voto:
- Elección del candidato presidencial solamente. Se hace una marca en el nombre del candidato presidencial o en el símbolo asociado con el nombre. En este caso, el voto no se extiende a las listas enlazadas, aunque haya una sola lista;
- Elección del candidato a presidente y una lista. Se hace una marca en el nombre del candidato a presidente o en el símbolo asociado al nombre y una marca en el símbolo de la lista. En el caso de que sólo se dibuje un signo sobre el símbolo de la lista, el voto se extiende también al candidato presidente vinculado a la misma. También es posible realizar el voto por separado dibujando un signo sobre el nombre de un candidato a presidente o sobre el símbolo asociado al nombre y un signo sobre el símbolo de una lista no relacionada con él;
- Elección de candidato a presidente, de lista y de candidato a consejero. Se hace una marca sobre el nombre del candidato a presidente o sobre el símbolo asociado al nombre, se hace una marca sobre el símbolo de la lista y se escribe el apellido del candidato a consejero junto al símbolo de la lista. El candidato a consejero debe formar parte de la lista. Si sólo se escribe el apellido del candidato a consejero, el voto se extiende tanto a la lista como al candidato a presidente vinculado a ella.

La votación tuvo lugar el domingo de 07:00 a 23:00.
El color de la papeleta para las elecciones autonómicas es azul claro - pantone 278U.

## Antecedentes
En las elecciones regionales de 2013, la candidata de centroizquierda, Debora Serracchiani, eurodiputada socialista y líder regional del Partido Democrático (PD), derrotó por un estrecho margen al titular Renzo Tondo de El Pueblo de la Libertad (PdL) por un 39,39% frente a un 39,00%; Saverio Galluccio del Movimiento 5 Estrellas (M5S) quedó tercero con el 19,2% de los votos. Serracchiani fue la segunda mujer en ocupar el cargo de presidenta de Friuli-Venecia Julia, después de Alessandra Guerra de Liga Norte Friuli (LNF) en 1994-1995. Sin embargo, en 2017 Serracchiani anunció su intención de no buscar la reelección.

### Elección de fecha

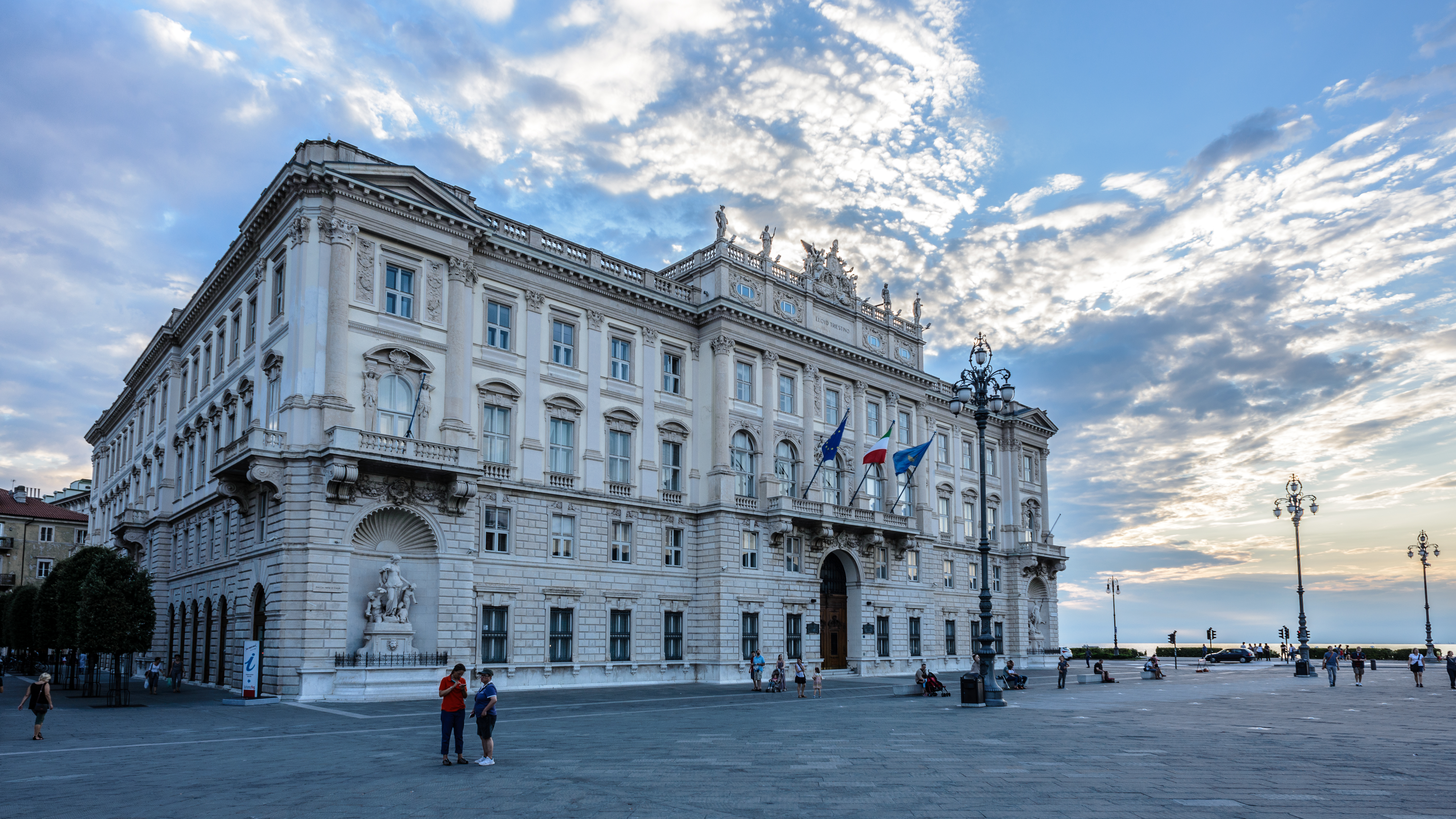
El palacio del Consejo Regional de Friuli-Venecia Julia.

La fecha del 29 de abril se formalizó el 16 de febrero con la resolución núm. 289 del Consejo Regional, una semana después del anuncio. La hipótesis del 6 de mayo se planteó inicialmente fecha en que se cumple el aniversario del primer sismo del terremoto del Friuli de 1976. Posteriormente, se planteó la duda de si esta fecha se encuentra dentro de las permitidas por el estatuto autonómico, que contempla como fecha de votación el período comprendido entre el cuarto domingo anterior y el segundo domingo siguiente, respecto de la finalización de la legislatura.
Dado que las elecciones regionales se celebraron el domingo 21 y el lunes 22 de abril de 2013, según la interpretación del Consejo Regional, apoyada por el Gobierno, esta fecha debe computarse a partir del 21 de abril, por lo que se extiende entre el 25 de marzo y el 29 de abril. Se rechazó la posibilidad de que las elecciones regionales pudieran celebrarse en la misma fecha que las elecciones generales, tal y como pedía una moción del Movimiento 5 Estrellas. Según el Consejo Regional, esta fecha habría sido posible solo disolviendo anticipadamente el consejo, lo que habría puesto en peligro algunos acuerdos financieros con el gobierno central, aún no finalizados. Además, esto podría haber causado confusión a los votantes, ya que los sistemas electorales nacionales y regionales eran diferentes.
Esta decisión fue objeto de críticas por parte de la oposición, según la cual esta elección costará entre 3 y 5 millones. Incluso el expresidente de la Región Riccardo Illy, que renunció a principios de 2008, para permitir la celebración junto con las elecciones generales, estigmatizó la elección. La fecha también fue criticada por su proximidad al feriado del primero de mayo y la posibilidad de que la presencia de algunos feriados pudiera desalentar la participación en la votación. El Consejo Regional justificó la elección por el deseo de no penalizar el calendario escolar y las familias de los alumnos.
Simultáneamente a las elecciones para la renovación del consejo regional, también se celebraron las elecciones para la renovación de los consejos municipales de 12 municipios (6 en la provincia de Pordenone y 6 en la provincia de Udine), incluidos La propia Údine, única capital de provincia, así como uno de los dos municipios de más de 15.000 habitantes, junto con Sacile, en los que se puede celebrar una votación para la elección del alcalde. A estos se suman otros 7 municipios, de los cuales dos, Fiumicello Villa Vicentina y Treppo Ligosullo, fueron establecidos el 1 de febrero de 2018. Para los otros 5, se trata de administraciones disueltas, antes de su vencimiento natural, ya que sus respectivos alcaldes han decidido presentarse a las elecciones regionales. También se celebrararon referéndums consultivos sobre la modificación de algunos términos municipales, o sobre la solicitud de fusión entre los municipios de Aquileia y Terzo d'Aquileia y el de Raveo y Villa Santina.

## Composición de las coaliciones y candidaturas

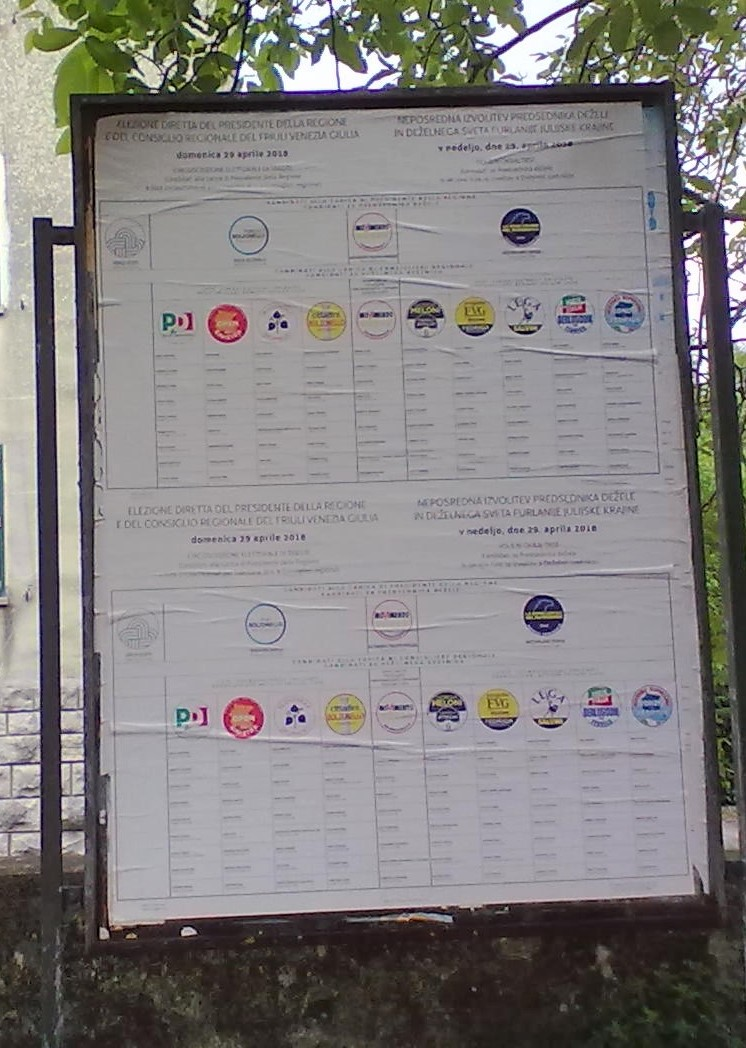
Tabla electoral que muestra los candidatos y las listas presentes en el distrito de Trieste.

### Coalición de centroizquierda
El Partido Democrático, ante la decisión de la Presidenta de la Región de no volverse a postular, decide abrir candidaturas para el cargo. El único que recoge las firmas necesarias para presentar la candidatura es el vicepresidente de la Región, Sergio Bolzonello, que se convierte así en el candidato del partido. El 23 de febrero el Partido Democrático firma un memorando de entendimiento con Unión Eslovena, el partido de la minoría eslovena, que decide apoyar a Bolzonello para la elección. La candidatura también cuenta con el apoyo de Open – Izquierda FVG, coalición que también está asociada con Artículo 1 - Movimiento Demócrata y Progresista. La candidatura también cuenta con el respaldo de la lista de Ciudadanos por el presidente.
Alessandra Guerra, expresidenta de la Región entre 1994 y 1995, luego postulada por el centroderecha en 2003, había anunciado su candidatura, apoyada por los Verdes. Los Verdes intentaron entonces, sin éxito, recoger las firmas para presentarse en apoyo a la candidatura de Sergio Bolzonello. El movimiento acusó entonces al PD de poco apoyo a la recogida de firmas.

### Movimiento 5 Estrellas
El Movimiento 5 Estrellas eligió, a través de una votación en línea el 7 de marzo, los candidatos para el Consejo Regional. Para la definición del candidato presidencial no se realizaron elecciones, pues solo se ha recibido una candidatura válida, la de Alessandro Fraleoni Morgera. El otro candidato, Fabrizio Luches, quedó excluido. Luches criticó la decisión, calificándola de desmotivada. El movimiento justificó la elección con el hecho de que Luches es un empleado del grupo del consejo como empleado de la secretaría.

### Coalición de centroderecha
La centroderecha, tras un largo período de incertidumbre, había anunciado su intención de apoyar la candidatura de Renzo Tondo, expresidente de la Región entre 2001 y 2003, y entre 2008 y 2013. En las elecciones regionales anteriores Tondo había sido derrotado por Debora Serracchiani por poco más de 2.000 votos. Tondo había sido elegido recientemente, en las elecciones generales de marzo de 2018, en la circunscripción uninominal de Trieste para la Cámara de Diputados. Con el tiempo, varios otros miembros locales de la coalición se habían acercado a la candidatura, como Massimiliano Fedriga y Riccardo Riccardi, y, hasta el último, se temía la hipótesis de que los distintos partidos podrían apoyar a diferentes candidatos. Tras la persistencia de la incertidumbre entre los partidos de la coalición, Massimiliano Fedriga, líder del grupo Liga en la Cámara de Diputados desde 2014, fue elegido como candidato. Fedriga también cuenta con el apoyo de Forza Italia, Hermanos de Italia, Autonomía Responsable y Proyecto FVG. Hermanos de Italia acordó con el movimiento El Pueblo de la Familia, para la inclusión de cuatro candidatos de este último movimiento en sus listas electorales. El líder del distrito de Trieste para Proyecto FVG es Franco Bandelli, que se había presentado a la presidencia de la Región en 2013.

### Movimiento autonomista
Un expresidente de la Región, Sergio Cecotti, anunció su candidatura al frente de un movimiento autonomista, el Pacto por la Autonomía. Algunos autonomistas habían sugerido la posibilidad de apoyar a Riccardo Illy, en caso de que decidiera presentar su candidatura. A Illy se le acercó entonces una posible candidatura apoyada por la centroizquierda. Finalmente decidió optar por la candidatura en las elecciones de 2018, para el Senado, aunque apoyada por la coalición de centroizquierda.
Posteriormente los Verdes también invitaron a sus simpatizantes a votar por Cecotti.

## Partidos y candidatos
| Partido político o alianza | Partido político o alianza   | Listas constituyentes                | Listas constituyentes                  | Resultados previos | Resultados previos | Candidato                   | Candidato |
| Partido político o alianza | Partido político o alianza   | Listas constituyentes                | Listas constituyentes                  | Votos (%)          | Escaños            | Candidato                   | Candidato |
| -------------------------- | ---------------------------- | ------------------------------------ | -------------------------------------- | ------------------ | ------------------ | --------------------------- | --------- |
|                            | Coalición de centroderecha   |                                      | Liga Norte Friuli-Venecia Julia (Lega) | 8,3                | 3                  | Massimiliano Fedriga        |           |
|                            | Coalición de centroderecha   | Forza Italia (FI)                    | 20,1                                   | 8                  |                    | Massimiliano Fedriga        |           |
|                            | Coalición de centroderecha   | Hermanos de Italia (FdI) (incl. PdF) | —                                      | —                  |                    | Massimiliano Fedriga        |           |
|                            | Coalición de centroderecha   | Proyecto FVG                         | —                                      | —                  |                    | Massimiliano Fedriga        |           |
|                            | Coalición de centroderecha   | Autonomía Responsable (AR)           | 10,7                                   | 4                  |                    | Massimiliano Fedriga        |           |
|                            | Coalición de centroizquierda |                                      | Partido Democrático (PD)               | 26,8               | 19                 | Sergio Bolzonello           |           |
|                            | Coalición de centroizquierda | Ciudadanos por Bolzonello Presidente | 5,3                                    | 3                  |                    | Sergio Bolzonello           |           |
|                            | Coalición de centroizquierda | Open Sinistra FVG                    | —                                      | —                  |                    | Sergio Bolzonello           |           |
|                            | Coalición de centroizquierda | Unión Eslovena (SSk)                 | 1,5                                    | 1                  |                    | Sergio Bolzonello           |           |
|                            | Movimiento 5 Estrellas (M5S) | Movimiento 5 Estrellas (M5S)         | Movimiento 5 Estrellas (M5S)           | 13,8               | 5                  | Alessandro Fraleoni Morgera |           |
|                            | Pacto por la Autonomía (PpA) | Pacto por la Autonomía (PpA)         | Pacto por la Autonomía (PpA)           | —                  | —                  | Sergio Cecotti              |           |

## Encuestas de opinión
Esta sección reporta en orden cronológico los datos de las encuestas electorales relacionadas con esta elección. Los porcentajes atribuidos a los candidatos son relativos a la parte de la muestra que expresa intención de voto.
| Fecha              | Encuestadora | Fedriga             | Bolzonello | Fraleoni Morgera | Cecotti | Indecisos | Dif.  |       |     |    |       |
| ------------------ | ------------ | ------------------- | ---------- | ---------------- | ------- | --------- | ----- | ----- | --- | -- | ----- |
| Fecha              | Encuestadora | 14 de abril de 2018 | SWG        | 47–51            | 26–30   | Indecisos | Dif.  | 18–22 | 2–4 | 21 | 25–17 |
| 8 de abril de 2018 | Demopolis    | 45–51               | 22–28      | 21–27            | 1–5     | 20        | 29–17 |       |     |    |       |

## Resultados

Partido más votado por comune

|                                        |                                    |           |        |         |                                      |                        |         |        |         |  |
| Candidatos                             | Candidatos                         | Votos     | %      | Escaños | Partidos                             | Partidos               | Votos   | %      | Escaños |  |
|                                        | Massimiliano Fedriga               | 307.123   | 57,09  | 1       |                                      |                        |         |        |         |  |
|                                        | Massimiliano Fedriga               | 307.123   | 57,09  | 1       | Liga Norte FVG                       | 147.464                | 34,87   | 17     |         |  |
|                                        | Massimiliano Fedriga               | 307.123   | 57,09  | 1       | Forza Italia                         | 51.234                 | 12,11   | 5      |         |  |
|                                        | Massimiliano Fedriga               | 307.123   | 57,09  | 1       | Proyecto FVG                         | 26.596                 | 6,29    | 3      |         |  |
|                                        | Massimiliano Fedriga               | 307.123   | 57,09  | 1       | Hermanos de Italia                   | 23.128                 | 5,47    | 2      |         |  |
|                                        | Massimiliano Fedriga               | 307.123   | 57,09  | 1       | Autonomía Responsable                | 16.802                 | 3,97    | 1      |         |  |
| Total                                  | Total                              | 307.123   | 57,09  | 1       | 265.224                              | 62,71                  | 28      |        |         |  |
|                                        | Sergio Bolzonello                  | 144.363   | 26,84  | 1       |                                      |                        |         |        |         |  |
|                                        | Sergio Bolzonello                  | 144.363   | 26,84  | 1       | Partido Democrático                  | 76.579                 | 18,11   | 9      |         |  |
|                                        | Sergio Bolzonello                  | 144.363   | 26,84  | 1       | Ciudadanos por Bolzonello Presidente | 17.297                 | 4,09    | 2      |         |  |
|                                        | Sergio Bolzonello                  | 144.363   | 26,84  | 1       | Open Sinistra FVG                    | 11.715                 | 2,77    | 1      |         |  |
|                                        | Sergio Bolzonello                  | 144.363   | 26,84  | 1       | Unión Eslovena                       | 4.895                  | 1,16    | 1      |         |  |
| Total                                  | Total                              | 144.363   | 26,84  | 1       | 110.486                              | 26,12                  | 13      |        |         |  |
|                                        | Alessandro Fraleoni Morgera        | 62.776    | 11,67  | –       |                                      | Movimiento 5 Estrellas | 29.862  | 7,06   | 4       |  |
|                                        | Sergio Cecotti                     | 23.696    | 4,40   | –       |                                      | Pacto por la Autonomía | 17,350  | 4.10   | 2       |  |
|                                        |                                    |           |        |         |                                      |                        |         |        |         |  |
| Votos válidos                          | Votos válidos                      | 537.958   | 97,92  |         |                                      |                        |         |        |         |  |
| Votos en blanco                        | Votos en blanco                    | 3.691     | 0,67   |         |                                      |                        |         |        |         |  |
| Votos nulos                            | Votos nulos                        | 7.729     | 1,41   |         |                                      |                        |         |        |         |  |
| Votos impugnados                       | Votos impugnados                   | 12        | 0,00   |         |                                      |                        |         |        |         |  |
| Total candidatos                       | Total candidatos                   | 549.390   | 100,00 | 2       | Total partidos                       | Total partidos         | 422.922 | 100,00 | 47      |  |
| Votantes registrados/participación     | Votantes registrados/participación | 1.107.415 | 49,61  |         |                                      |                        |         |        |         |  |
| Fuente: Región de Friuli-Venecia Julia |                                    |           |        |         |                                      |                        |         |        |         |  |

| \| Voto popular \| Voto popular \| Voto popular \| Voto popular \| Voto popular \| \| ------------ \| ------------ \| ------------ \| ------------ \| ------------ \| \| \| \| \| \| \| \| Lega \| Lega \| \| 34.87 % \| 34.87 % \| \| PD \| PD \| \| 18.11 % \| 18.11 % \| \| FI \| FI \| \| 12.11 % \| 12.11 % \| \| M5S \| M5S \| \| 7.06 % \| 7.06 % \| \| PFVG \| PFVG \| \| 6.29 % \| 6.29 % \| \| FdI \| FdI \| \| 5.47 % \| 5.47 % \| \| PpA \| PpA \| \| 4.10 % \| 4.10 % \| \| CpBP \| CpBP \| \| 4.09 % \| 4.09 % \| \| AR \| AR \| \| 3.97 % \| 3.97 % \| \| O–SFVG \| O–SFVG \| \| 2.77 % \| 2.77 % \| \| SSk \| SSk \| \| 1.16 % \| 1.16 % \| |        |  |         |         |
| Voto popular |        |  |         |         |
| |        |  |         |         |
| Lega | Lega   |  | 34.87 % | 34.87 % |
| PD | PD     |  | 18.11 % | 18.11 % |
| FI | FI     |  | 12.11 % | 12.11 % |
| M5S | M5S    |  | 7.06 %  | 7.06 %  |
| PFVG | PFVG   |  | 6.29 %  | 6.29 %  |
| FdI | FdI    |  | 5.47 %  | 5.47 %  |
| PpA | PpA    |  | 4.10 %  | 4.10 %  |
| CpBP | CpBP   |  | 4.09 %  | 4.09 %  |
| AR | AR     |  | 3.97 %  | 3.97 %  |
| O–SFVG | O–SFVG |  | 2.77 %  | 2.77 %  |
| SSk | SSk    |  | 1.16 %  | 1.16 %  |

| \| Presidente \| Presidente \| Presidente \| Presidente \| Presidente \| \| ---------------- \| ---------------- \| ---------- \| ---------- \| ---------- \| \| \| \| \| \| \| \| Fedriga \| Fedriga \| \| 57.09 % \| 57.09 % \| \| Bolzonello \| Bolzonello \| \| 26.84 % \| 26.84 % \| \| Fraleoni Morgera \| Fraleoni Morgera \| \| 11.67 % \| 11.67 % \| \| Cecotti \| Cecotti \| \| 4.40 % \| 4.40 % \| |                  |  |         |         |
| Presidente |                  |  |         |         |
| |                  |  |         |         |
| Fedriga | Fedriga          |  | 57.09 % | 57.09 % |
| Bolzonello | Bolzonello       |  | 26.84 % | 26.84 % |
| Fraleoni Morgera | Fraleoni Morgera |  | 11.67 % | 11.67 % |
| Cecotti | Cecotti          |  | 4.40 %  | 4.40 %  |

### Resultados por circunscripción

Candidato a presidente más votado por comune

| Circunscripción | Massimiliano Fedriga | Sergio Bolzonello | Alessandro Fraleoni Morgera | Sergio Cecotti |           |
| --------------- | -------------------- | ----------------- | --------------------------- | -------------- | --------- |
| Circunscripción | Trieste              | 48 902 53,75%     | 27 697 30,44%               | 13 821 15,19%  | 565 0,62% |
| Gorizia         | 30 143 51,14%        | 17 714 30,05%     | 9726 16,50%                 | 1359 2,31%     |           |
| Udine           | 122 278 57,85%       | 50 022 23,67%     | 22 831 10,80%               | 16 226 7,68%   |           |
| Tolmezzo        | 25 162 66,03%        | 7829 20,55%       | 3172 8,32%                  | 1943 5,10%     |           |
| Pordenone       | 80 633 58,19%        | 41 099 29,66%     | 13 225 9,54%                | 3603 2,60%     |           |
|                 |                      |                   |                             |                |           |
| Total           | 307 123 57,09%       | 144 363 26,84%    | 62 776 11,67%               | 23 696 4,40%   |           |

### Participación
| Región                                 | Hora   | Hora   | Hora   |
| Región                                 | 12:00  | 19:00  | 23:00  |
| -------------------------------------- | ------ | ------ | ------ |
| Friuli-Venecia Julia                   | 18,07% | 38,36% | 49,61% |
| Provincia                              | Hora   | Hora   | Hora   |
| Provincia                              | 12:00  | 19:00  | 23:00  |
| Trieste                                | 16,52% | 34,16% | 43,69% |
| Gorizia                                | 18,11% | 38,73% | 50,78% |
| Udine                                  | 19,35% | 40,69% | 52,60% |
| Tolmezzo                               | 16,49% | 36,81% | 47,58% |
| Pordenone                              | 17,83% | 38,41% | 49,81% |
| Fuente: Región de Friuli-Venecia Julia |        |        |        |

### Consejeros electos
| Circunscripción                   | Partido | Partido | Consejero                     |
| --------------------------------- | ------- | ------- | ----------------------------- |
| Friuli-Venecia Julia (en general) |         | Lega    | Massimiliano Fedriga          |
| Friuli-Venecia Julia (en general) |         | PD      | Sergio Bolzonello             |
| Trieste                           |         | Lega    | Pierpaolo Roberti             |
| Trieste                           |         | Lega    | Giuseppe Ghersinich           |
| Trieste                           |         | Lega    | Danilo Slokar                 |
| Trieste                           |         | PD      | Francesco Russo               |
| Trieste                           |         | PD      | Roberto Cosolini              |
| Trieste                           |         | FI      | Piero Camber                  |
| Trieste                           |         | FdI     | Claudio Giacomelli            |
| Trieste                           |         | M5S     | Andrea Ussai                  |
| Trieste                           |         | SSk     | Igor Gabrovec                 |
| Gorizia                           |         | Lega    | Antonio Calligaris            |
| Gorizia                           |         | Lega    | Diego Bernardis               |
| Gorizia                           |         | FI      | Ettore Romoli Giuseppe Nicoli |
| Gorizia                           |         | M5S     | Ilaria Del Zovo               |
| Gorizia                           |         | PD      | Diego Moretti                 |

| Circunscripción | Partido | Partido | Consejero           |
| --------------- | ------- | ------- | ------------------- |
| Udine           |         | Lega    | Mauro Bordin        |
| Udine           |         | Lega    | Leonardo Barbiero   |
| Udine           |         | Lega    | Elia Miani          |
| Udine           |         | Lega    | Alberto Budai       |
| Udine           |         | Lega    | Maddalena Spagnolo  |
| Udine           |         | Lega    | Lorenzo Tosolini    |
| Udine           |         | PD      | Cristiano Shaurli   |
| Udine           |         | PD      | Mariagrazia Santoro |
| Udine           |         | PD      | Franco Iacop        |
| Udine           |         | FI      | Pier Mauro Zanin    |
| Udine           |         | FI      | Franco Mattiussi    |
| Udine           |         | PFVG    | Mauro Di Bert       |
| Udine           |         | PFVG    | Sergio Emidio Bini  |
| Udine           |         | AR      | Giuseppe Sibau      |
| Udine           |         | CpBP    | Simona Liguori      |
| Udine           |         | M5S     | Cristian Sergo      |
| Udine           |         | O–SFVG  | Furio Honsell       |
| Udine           |         | PpA     | Massimo Morettuzzo  |

| Circunscripción | Partido | Partido | Consejero         |
| --------------- | ------- | ------- | ----------------- |
| Tolmezzo        |         | Lega    | Stefano Mazzolini |
| Tolmezzo        |         | Lega    | Barbara Zilli     |
| Tolmezzo        |         | PD      | Enzo Marsilio     |
| Pordenone       |         | Lega    | Stefano Zannier   |
| Pordenone       |         | Lega    | Simone Polesello  |
| Pordenone       |         | Lega    | Ivo Moras         |
| Pordenone       |         | Lega    | Stefano Turchet   |
| Pordenone       |         | PD      | Nicola Conficoni  |
| Pordenone       |         | PD      | Chiara Da Giau    |
| Pordenone       |         | CpBP    | Tiziano Centis    |
| Pordenone       |         | FI      | Mara Piccin       |
| Pordenone       |         | FdI     | Alessandro Basso  |
| Pordenone       |         | M5S     | Mauro Capozzella  |
| Pordenone       |         | PpA     | Giampaolo Bidoli  |
| Pordenone       |         | PFVG    | Christian Vaccher |

1. ↑  Como Presidente de la Región.
2. ↑  Tras su muerte el 14 de junio de 2018, Romoli es sustituido como consejero por Giuseppe Nicoli.[39]

## Análisis
Al igual que en las elecciones de Molise, el M5S perdió casi el 20% de los votos en comparación con las elecciones generales. El 4 de marzo alcanzaron casi el 25%, pero ahora poco más del 7%. Por el contrario, la coalición de centroderecha ganó más de 20 puntos en comparación con el 4 de marzo.